# ناصر العویدان
ناصر العویدان (عربی: ناصر العويدان؛ زادهٔ ۲۱ آوریل ۱۹۹۶) یک ورزشکار است.